# Bob Hubbard
Robert Cecil "Bob" Hubbard (nacido el 27 de diciembre de 1922 en Westfield, Massachusetts y fallecido el 27 de agosto de 2011 en Holyoke, Massachusetts) fue un jugador de baloncesto estadounidense que disputó dos temporadas en la BAA, además de jugar en la NBL, la NYSPL y la ABL. Con 1,98 metros de estatura, jugaba en la posición de pívot.

## Trayectoria deportiva

### Universidad
Jugó durante su etapa universitaria con los Pride del Springfield College de Massachusetts, siendo el único jugador de dicha institución en llegar a jugar en la BAA o en la NBA.

### Profesional
Tras regresar de su estancia en la Armada de los Estados Unidos durante la Segunda Guerra Mundial, fichó por los Tri-Cities Blackhawks de la NBL, con los que jugó una temporada, en la que promedió 3,8 puntos por partido.
Fue elegido en la lista de negociación del Draft de la BAA de 1947 por Providence Steamrollers, donde jugó dos temporadas, siendo la más destacada la primera de ellas, en la que promedió 5,4 puntos por partido. Tras ser cortado por los Steamrollers, acabó la temporada en la liga semiprofesional New York State Basketball League, en los Glens Falls Commodores.
En 1949 fichó por los Hartford Hurricanes de la ABL, con los que jugó dos temporadas, en las que promedió 8,7 y 4,8 puntos respectivamente, para acabar su carrera baloncestística en los Pawtucket Slaters.
Jugó además dos temporadas en las Ligas Menores de Béisbol, en un equipo afiliado a los Brooklyn Dodgers.

#### Estadísticas en la BAA

##### Temporada regular
| Temporada | Edad | Equipo                  | Liga | P  | TIT | MIN | TC  | TCA | %TC  | 3P | 3PA | %3P | TL  | TLA | %TL  | R.OF. | R.DEF. | REB | ASIS | ROB | TAP | PER | FP  | PTS |
| 1947-48   | 25   | Providence Steamrollers | BAA  | 28 |     |     | 2.1 | 7.1 | .291 |    |     |     | 1.3 | 1.9 | .692 |       |        |     | 0.4  |     |     |     | 1.2 | 5.4 |
| 1948-49   | 26   | Providence Steamrollers | BAA  | 34 |     |     | 0.7 | 4.0 | .185 |    |     |     | 0.6 | 1.0 | .647 |       |        |     | 0.5  |     |     |     | 1.1 | 2.1 |
| Total     |      |                         | BAA  | 62 |     |     | 1.3 | 5.4 | .249 |    |     |     | 0.9 | 1.4 | .674 |       |        |     | 0.5  |     |     |     | 1.2 | 3.6 |